# العلاقات السيشلية الميانمارية
العلاقات السيشلية الميانمارية هي العلاقات الثنائية التي تجمع بين سيشل وميانمار.

## مقارنة بين البلدين
هذه مقارنة عامة ومرجعية للدولتين:
| وجه المقارنة                                              | سيشل                                                | ميانمار          |
| --------------------------------------------------------- | --------------------------------------------------- | ---------------- |
| المساحة (كم2)                                             | 459                                                 | 676.58 ألف       |
| عدد السكان (نسمة)                                         | 95.84 ألف                                           | 53.37 مليون      |
| الكثافة السكانية (ن./كم²)                                 | 20.88 ألف                                           | 78.88            |
| العاصمة                                                   | فيكتوريا                                            | نايبيداو، يانغون |
| اللغة الرسمية                                             | لغة فرنسية، لغة إنجليزية، اللغة الكريولية السيشيلية | اللغة البورمية   |
| العملة                                                    | روبية سيشلية                                        | كيات ميانماري    |
| الناتج المحلي الإجمالي (بليون دولار)                      | 1.49 مليار                                          | 69.32 مليار      |
| الناتج المحلي الإجمالي (تعادل القوة الشرائية) بليون دولار | 2.54 مليار                                          | 282.95 مليار     |
| الناتج المحلي الإجمالي الاسمي للفرد دولار أمريكي          | 15.48 ألف                                           | 1.16 ألف         |
| الناتج المحلي الإجمالي للفرد دولار أمريكي                 | 26.42 ألف                                           |                  |
| مؤشر التنمية البشرية                                      | 0.772                                               | 0.536            |
| رمز المكالمات الدولي                                      | +248                                                | +95              |
| رمز الإنترنت                                              | .sc                                                 | .mm              |
| المنطقة الزمنية                                           | ت ع م+04:00                                         | ت ع م+06:30      |

## منظمات دولية مشتركة
يشترك البلدان في عضوية مجموعة من المنظمات الدولية، منها:
| علم المنظمة | اسم المنظمة                        | تاريخ انضمام سيشل | تاريخ انضمام ميانمار |
| ----------- | ---------------------------------- | ----------------- | -------------------- |
|             | مؤسسة التمويل الدولية              | 11 يونيو 1981     | 3 ديسمبر 1956        |
|             | منظمة حظر الأسلحة الكيميائية       | 29 أبريل 1997     | ?                    |
|             | الأمم المتحدة                      | 21 سبتمبر 1976    | 19 أبريل 1948        |
|             | الاتحاد الدولي للاتصالات           | 17 سبتمبر 1999    | 15 سبتمبر 1937       |
|             | منظمة الشرطة الجنائية الدولية      | 1 سبتمبر 1977     | ?                    |
|             | البنك الدولي للإنشاء والتعمير      | 29 سبتمبر 1980    | 3 يناير 1952         |
|             | الاتحاد البريدي العالمي            | ?                 | ?                    |
|             | وكالة ضمان الاستثمار متعدد الأطراف | 15 سبتمبر 1992    | 16 ديسمبر 2013       |
|             | يونسكو                             | 18 أكتوبر 1976    | 27 يونيو 1949        |

## وصلات خارجية
- موقع وزارة الخارجية الميانمارية